# 吉星楼
吉星楼，位于中国河北省张家口市蔚县蔚州镇鼓楼后街鼓楼后路，为清末民初富商王朴（1869-1940）所建的“聚义隆”绸缎店，已列为省级文物保护单位。
2001年2月7日，蔚县吉星楼由河北省人民政府公布为省级文物保护单位。